# Viktor Amadeus 2. af Sardinien-Piemont
Viktor Amadeus 2. af Sardinien-Piemont, (italiensk: Vittorio Amedeo Francesco) (født 14. maj 1666 i Torino, død 31. oktober 1732 i Moncalieri syd for Torino) var hertug af Savoyen i 1675 – 1720 og igen i 1730 – 1732. Desuden var han konge af Sicilien i 1713 – 1718 og af Sardinien i 1720 – 1730. 
Viktor Amadeus 2. blev forfader til Sardiniens konger i 1730 – 1861 og til Italiens konger i 1861 – 1946.

## Forældre
Viktor Amadeus 2. var søn af hertug Karl Emanuel 2. af Savoyen (1634–1675), der var dattersøn af kong Henrik 4. af Frankrig.
Hans mor var Marie Jeanne Baptiste af Savoy-Nemours (1644 –1724). Hun var oldedatter af Henrik 4. af Frankrig.

## Familie
Viktor Amadeus 2. var først gift med Anne Marie af Bourbon-Orléans (1669 – 1728). Hun var datter af Filip 1. af Orléans (en søn af kong Ludvig 13. af Frankrig) og Henriette af England (en datter af kong Karl 1. af England).
Anne Marie og Viktor Amadeus 2. fik seks børn:
- Marie-Adélaïde  (1685–1712), mor til kong Ludvig 15. af Frankrig.
- Marie Anne (1687–1690).
- Marie Louise (1688–1714], gift med kong Filip 5. af Spanien.
- Viktor Amadeus (1699–1715), prins af Piemonte.
- Karl Emmanuel 3. af Sardinien-Piemont (1701–1773), konge af Sardinien.
- Emanuel Filibert (1705), hertug af Chablais.

Viktor Amadeus indgik i 1730 et morganatisk ægteskab med Anna Canalis di Cumiana (1679–1769). 

## Andre børn
Viktor Amadeus fik en datter og en søn med sin elskerinde Jeanne Baptiste d'Albert de Luynes (1670 – l736). Børnene blev senere legitimerede, og sønnen blev markis Vittorio Francesco af Susa (1694 – 1762), mens datteren blev markisinde af Susa.
I 1714 blev datteren markisinde Maria Vittoria af Savoyen-Carignano (1690 – 1767) gift med den titulære fyrste Viktor Amadeus 1. af Savoyen-Carignano (1690 – 1741). Derved blev hun titulær fyrstinde. 
Gennem Luigi Vittorio af Savoyen-Carignano (1721 – 1778), der var deres ældste søn, blev Maria Vittoria og Viktor Amadeus 2. af Savoyen-Carignano forfædre til Sardiniens konger i 1831–1861 og til Italiens konger i 1861 – 1946.